# Labour of Love
Labour Of Love è il quarto album dei UB40, pubblicato il 1º settembre 1983 per l'etichetta discografica Virgin Records.

## Tracce
1. Cherry Oh Baby (Donaldson) 3:18 (Eric Donaldson Cover)
2. Keep on Moving (Marley, Mayfield) 4:37 (The Wailers Cover)
3. Please Don't Make Me Cry (Tucker) 3:26 (Winston Tucker Cover)
4. Sweet Sensation (Cogle) 3:42 (The Melodians Cover)
5. Johnny Too Bad (Bailey, Beckford, Crooks, Wilson) 4:57 (The Slickers Cover)
6. Red, Red Wine (Diamond) 5:21 (Neil Diamond Cover)
7. Guilty (Tiger) 3:16 (Tiger Cover)
8. She Caught the Train (Monsano) 3:17 (Joe Monsano Cover)
9. Version Girl (Boy Friday) 3:27 (Boy Friday Cover)
10. Many Rivers to Cross (Cliff) 4:31 (Jimmy Cliff Cover)